# Міжконтинентальний кубок з футболу 1971
Міжконтинентальний кубок з футболу 1971 — 12-й розіграш турніру. Матчі відбулись 15 і 28 грудня 1971 року між фіналістом Кубка європейських чемпіонів 1970—1971 грецьким «Панатінаїкосом» та переможцем Кубка Лібертадорес 1971 уругвайським «Насьйоналем». За підсумками обох ігор титул володаря Міжконтинентального кубка вперше здобув «Насьйональ».

## Особливості
Переможець Кубка європейських чемпіонів 1970—1971 нідерландський «Аякс» відмовився від участі у турнірі.

## Команди
| Команда      | Кваліфікація                                    | Попередні участі* |
| ------------ | ----------------------------------------------- | ----------------- |
| Панатінаїкос | фіналіст Кубка європейських чемпіонів 1970—1971 | -                 |
| Насьйональ   | переможець Кубка Лібертадорес 1971              | -                 |

* жирним позначено переможні роки.

## Матчі

### Перший матч
| 15 грудня 1971 |

| Панатінаїкос  | 1:1      | Насьйональ |
| ------------- | -------- | ---------- |
| Філакуріс 48' | Протокол | Артіме 50' |

| Георгіос Караїскакіс, Пірей Глядачів: 35 000 Арбітр: Жозе Фавіллі Нето |

|  |  |

| В                |  | Такіс Ікономопулос   |  |                  |
| З                |  | Янніс Томарас        |  | Замінений        |
| З                |  | Антімос Капсіс       |  |                  |
| З                |  | Франгіскос Сурпіс    |  |                  |
| З                |  | Костас Атанассопулос |  |                  |
| ПЗ               |  | Костас Елеутеракіс   |  |                  |
| ПЗ               |  | Тотіс Філакуріс      |  |                  |
| ПЗ               |  | Мітсос Дімітріу      |  |                  |
| ПЗ               |  | Міміс Домазос        |  |                  |
| Н                |  | Антоніс Антоніадіс   |  |                  |
| Н                |  | Сакіс Кувас          |  |                  |
| Заміни:          |  |                      |  |                  |
| З                |  | Йоргос Влахос        |  | Вийшов на заміну |
| Головний тренер: |  |                      |  |                  |
| Ференц Пушкаш    |  |                      |  |                  |

| В                   |  | Манга                   |    |                  |
| З                   |  | Хуан Карлос Масник      |    |                  |
| З                   |  | Анхель Брунель          |    |                  |
| З                   |  | Луїс Убінья             |    |                  |
| З                   |  | Хуліо Монтеро Кастільйо |    |                  |
| ПЗ                  |  | Хуан Карлос Бланко      |    |                  |
| ПЗ                  |  | Луїс Кубілья            |    |                  |
| ПЗ                  |  | Ільдо Манейро           |    |                  |
| Н                   |  | Віктор Еспарраго        |    | Замінений        |
| Н                   |  | Луїс Артіме             |    |                  |
| Н                   |  | Хуліо Моралес           | RK |                  |
| Заміни:             |  |                         |    |                  |
| З                   |  | Хуан Хосе Дуарте        |    | Вийшов на заміну |
| Головний тренер:    |  |                         |    |                  |
| Вашингтон Етчаменді |  |                         |    |                  |

### Повторний матч
| 28 грудня 1971 |

| Насьйональ      | 2:1      | Панатінаїкос  |
| --------------- | -------- | ------------- |
| Артіме 34', 74' | Протокол | Філакуріс 89' |

| Естадіо Сентенаріо, Монтевідео Глядачів: 63 000 Арбітр: Вілліам Маллан |

|  |  |

| В                   |  | Манга                   |  |                  |
| З                   |  | Хуан Карлос Масник      |  |                  |
| З                   |  | Анхель Брунель          |  |                  |
| З                   |  | Луїс Убінья             |  |                  |
| З                   |  | Хуліо Монтеро Кастільйо |  |                  |
| ПЗ                  |  | Хуан Карлос Бланко      |  |                  |
| ПЗ                  |  | Луїс Кубілья            |  | Замінений        |
| ПЗ                  |  | Ільдо Манейро           |  |                  |
| Н                   |  | Віктор Еспарраго        |  |                  |
| Н                   |  | Луїс Артіме             |  |                  |
| Н                   |  | Хуан Карлос Мамеллі     |  | Замінений        |
| Заміни:             |  |                         |  |                  |
| ПЗ                  |  | Хуан Мухіка             |  | Вийшов на заміну |
| Н                   |  | Рубен Бареньйо          |  | Вийшов на заміну |
| Головний тренер:    |  |                         |  |                  |
| Вашингтон Етчаменді |  |                         |  |                  |

| В                |  | Такіс Ікономопулос   |  |                  |
| З                |  | Віктор Мітропулос    |  |                  |
| З                |  | Антімос Капсіс       |  |                  |
| З                |  | Франгіскос Сурпіс    |  |                  |
| З                |  | Костас Атанассопулос |  |                  |
| З                |  | Арістідіс Камарас    |  | Замінений        |
| ПЗ               |  | Костас Елеутеракіс   |  |                  |
| ПЗ               |  | Мітсос Дімітріу      |  |                  |
| ПЗ               |  | Міміс Домазос        |  |                  |
| Н                |  | Антоніс Антоніадіс   |  |                  |
| Н                |  | Сакіс Кувас          |  |                  |
| Заміни:          |  |                      |  |                  |
| ПЗ               |  | Тотіс Філакуріс      |  | Вийшов на заміну |
| Головний тренер: |  |                      |  |                  |
| Ференц Пушкаш    |  |                      |  |                  |